# John Brown Gordon
John Brown Gordon (Upson megye, 1832. február 6. –‎ Miami, 1904. január 9.) az Amerikai Egyesült Államok szenátora (Georgia, 1873–1880 és 1891–1897).